# Antônio Joaquim Franco Velasco
Antônio Joaquim Franco Velasco (Salvador, 3 de outubro de 1780 – Salvador, 3 de março de 1833) foi um pintor e professor brasileiro.

## Biografia
Provavelmente foi aluno de José Joaquim da Rocha, embora seu estilo tenha se distinguido do do mestre, privilegiando o retrato, dos quais são obras destacadas o do Conde dos Arcos, (trabalho queimado em praça pública após a Independência), o de Dom Romualdo Coelho, Arcebispo da Bahia, o de D. Pedro I, e o de uma dama não identificada, de 1817, hoje nos Museus Castro Maya do Rio de Janeiro.
Também realizou trabalhos de perspectiva arquitetônica ilusionística na matriz de Santa Ana (1813), na Igreja do Nosso Senhor do Bonfim (1818-1820), trabalhando no teto e em seis painéis dos altares que representam os Passos da Paixão de Cristo. Foi professor substituto da Aula Pública de Desenho de Salvador, em 1821, apos ter oferecido duas pinturas a Dom João VI, sendo efetivado em 1825.
Quando estava trabalhando na decoração da igreja da Ordem Terceira de São Francisco foi surpreendido pela morte, cabendo a seu aluno José Rodrigues Nunes concluí-la, baseado em seus desenhos originais.
Estilisticamente sua obra é de transição entre o rococó e os novos elementos neoclássicos introduzidos com a Missão Artística Francesa. Gozou de alto apreço por seu talento, e obras suas foram encomendadas até mesmo de Portugal. Outro de seus alunos foi Bento José Rufino Capinam.